# Éder Jofre
Éder Jofre (São Paulo, 26 de março de 1936 – Embu das Artes, 2 de outubro de 2022) foi um pugilista brasileiro. Usualmente é considerado como o maior boxeador peso-galo de todos os tempos do mundo, e o maior boxeador da história do Brasil. Também é frequentemente visto como um dos maiores lutadores de boxe que já existiu no mundo, considerando todas as categorias.
Conhecido pela alcunha "Galo de Ouro", concedida pelo escritor Benedito Ruy Barbosa, foi tricampeão mundial de boxe, campeão peso-pena pelo Conselho Mundial de Boxe (WBC), e campeão do peso-galo pelo Conselho Mundial de Boxe (WBC) e pela NBA (National Boxing Association), posterior Associação Mundial de Boxe (WBA). Lutava, quando amador, sob as cores do São Paulo Futebol Clube.
Trata-se do único brasileiro homenageado e Introduzido ao "Hall da Fama" do boxe, localizado na cidade de Canastota, Estados Unidos, em 1992. Foi considerado, por especialistas de boxe do mundo inteiro na revista especializada em boxe The Ring como o "melhor pugilista da década de 1960", à frente de Muhammad Ali, que ficou na segunda colocação. Além disso, em 2002 ele foi ranqueado na nona posição entre os "melhores pugilistas dos últimos cinquenta anos" novamente pela revista norte-americana The Ring, e considerado por especialistas como o maior peso-galo do boxe na era contemporânea.
Converteu-se ao vegetarianismo em 1956, depois de uma leitura que indicava que a carne era prejudicial ao organismo humano, conforme declarou no documentário A Carne é Fraca produzido pelo Instituto Nina Rosa.

## Biografia
Nasceu no centro de São Paulo, na rua do Seminário, e posteriormente se mudou para o bairro paulistano do Peruche, localizado na zona norte. Sua família era de boxeadores, pois seu pai, o argentino José Aristides Jofre, conhecido como "Kid Jofre" (1907-1974), já havia sido um respeitável pugilista, passando assim os ensinamentos para o filho, que logo aprendeu a "amar a nobre arte", apesar de sua primeira opção profissional ter sido pelo desenho arquitetônico, curso que realizava em sua adolescência. Em virtude do desabamento do teto do Liceu de Artes e Ofícios, perdeu o material didático e por não ter recursos para adquirir um novo, desistiu do sonho de desenhista. Só para ilustrar, adorava fazer desenhos de seus super heróis favoritos, como Capitão Marvel, Super Homem e Capitão América. Sua família materna de origem italiana, os Zumbano, também tinha tradição no boxe.
Lutou pela primeira vez aos 3 anos, onde sua adversária foi sua irmã Lucrécia Maria Jofre, dois anos mais velha, na abertura de uma competição, em Santos. Em 15 de março de 1953, subiu pela primeira vez nos ringues como amador, no torneio "Forja de Campeões", patrocinado pelo jornal A Gazeta Esportiva. Nove meses depois de estrear, Eder Jofre já colecionava sete títulos. Treinado por seu pai Aristides, Jofre ganhou o Campeonato do Sesi, o seu primeiro, e enfileirou os bicampeonatos paulista e brasileiro, além de ganhar quatro lutas contra os “peleadores” uruguaios e faturar a Taça Ramón Perdomo Platero.
Ainda na condição de amador, disputou os Jogos Olímpicos de 1956 em Melbourne, Austrália. Chegou aos jogos como um dos favoritos, já que estava invicto como amador até então, mas devido a organização brasileira, que o fez treinar com um lutador bem maior e cuja consequência foi a quebra de seu nariz, fez com que ele lutasse sem muitas condições, tendo que respirar pela boca, culminando na derrota, em sua segunda luta na competição, por decisão dos jurados para o chileno Claudio Barrientos que após tornar-se profissional voltou novamente a lutar contra Eder e foi derrotado sendo "vítima" de 8 knock downs.
Profissionalmente, começou em 1957 na categoria "peso-galo". No ano seguinte, era já um campeão brasileiro em sua categoria. Em 1960, contra o argentino Ernesto Miranda, conquistou o título sul-americano dos "galos", começando assim, a escrever o seu nome na história do boxe mundial. Em 1961, muda-se para os Estados Unidos e torna-se campeão mundial pela National Boxing Association, a mesma que se tornou a Associação Mundial de Boxe (WBA) em 1962, vencendo, por nocaute, o mexicano Eloy Sanchez no Olympic Auditorium. Um ano depois, unificou os títulos da categoria "peso galo", vencendo o irlandês Johnny Caldwell, campeão da versão europeia. Eder conseguiu manter o seu título mundial até 1965, ganhando todas as lutas por nocaute. Naquele ano, em um resultado contestado, foi derrotado pelo japonês Fighting Harada. Em 1966, na revanche, outra derrota em um resultado controverso, culminando em enorme desilusão.
Em 1970, após três anos de sua "aposentadoria", onde fazia várias exibições pelo Brasil afora, em um circo de sua tia Olga Zumbano, voltou aos ringues lutando na categoria "peso pena". Foram 25 vitórias, sendo uma delas em cima do gigante cubano, naturalizado espanhol, José Legra que lhe valeu o título mundial do Conselho Mundial de Boxe (W.B.C), em uma categoria superior a que ele começou; isso aconteceu em 5 de maio de 1973. Durante a luta seu pai passou mal e foi internado. Fez uma única defesa do título dos penas contra um dos maiores pugilistas mexicano, Vicente Saldivar, e o derrota por nocaute no 4º round mantendo seu cinturão.
Em 24 de março de 1974, seu pai e treinador Kid Jofre morreu devido a um câncer no pulmão, e em 1976, devido a morte do irmão Dogalberto, aposenta-se do boxe profissional. Entregou à imprensa sua “carta de despedida ao povo brasileiro” no dia 16 de fevereiro de 1977, aos 40 anos.
Mesmo após ter se aposentado do esporte, continuou a disputar lutas em forma de exibições, uma delas realizada no Ginásio do Ibirapuera, que é considerado uma das mais notáveis contra Servílio de Oliveira, o primeiro medalhista Olímpico do Boxe brasileiro em 1968, transmitida pela Rede Record de televisão.
Também foi professor de boxe em uma famosa academia paulistana, treinando modelos, atores, e empresários.

### Participação na política partidária
Como político, foi eleito vereador de São Paulo pelo PDS, em 1982. Em 1989, filiou-se ao PSDB, seguindo carreira política de 1989 a 2000, quando foi membro da Assembleia Constituinte Municipal que promulgou a Lei Orgânica do Município de São Paulo, sendo um dos seus signatários. Foi autor de 25 leis, sendo a grande maioria relacionada a saúde e educação.

## Morte
Em março de 2022, Éder Jofre foi internado em São Paulo, por causa de uma pneumonia. E em 2 de outubro de 2022, já bastante debilitado pela doença, acabou morrendo aos 86 anos.

## Cinema
Um filme foi produzido em homenagem a Éder Jofre, com o título de "10 Segundos Para Vencer". O filme conta sua história e a relação entre ele e seu pai e treinador, Kid Jofre, além de mostrar suas grandes conquistas no boxe.
Criado por Thomas Stavros, que também assina o roteiro e produção, o filme foi produzido pela Globo Filmes, em parceria com a Tambellini Filmes. Também são produtores, Breno Silveira e Chico Abréia, e dirigido por José Alvarenga Júnior. Com Daniel de Oliveira no papel de Éder Jofre, o filme conta ainda com a participação de Osmar Prado, Ravel Andrade, Sandra Corveloni, Kelly Freitas, Samuel Toledo, Wither Dalus e Ricardo Gelli. A data de lançamento do filme foi 27 de setembro de 2018.
No dia 25 de agosto de 2018, o filme foi agraciado por 2 Kikitos no Festival de Cinema de Gramado: Melhor Ator para Osmar Prado (Kid Jofre) e Melhor Ator Coadjuvante para Ricardo Gelli (Antonio "Tonico" Zumbano).

## Homenagens
A partir de 17 de outubro de 2021, Eder Jofre torna-se o primeiro e único boxeador do Brasil a ter seu nome incluído na galeria do Hall da Fama da Costa Oeste (WCBHOF), em Los Angeles. Indicado em 1992, Eder também já faz parte do IBHOF - Hall da Fama do Boxe Internacional, localizado em Canastota, Nova Iorque, o mais importante deles, criado em 1989, onde também é o único nome brasileiro. Também faz parte de outras três galerias semelhantes que listam os melhores de todos os tempos na modalidade, todas nos Estados Unidos.
A revista The Ring, edição de 90 anos, o escolheu como melhor boxeador da década de 1960. Muhammad Ali ficou em segundo.
Apesar da satisfação de vê-lo ser homenageado internacionalmente, os filhos de Eder Jofre lamentam que ele seja pouco reconhecido no Brasil.

## Entrevistas

### Museu da Pessoa
Em 1993, Éder forneceu uma entrevista ao Museu da Pessoa, onde descreveu sua impressão de ver sua primeira luta e também com humildade a qual super-herói ele se via.
"Eu, até onde eu posso me lembrar, eu lembro que foi uma emoção total, um nervosismo, eu queria vê-lo, queria vê-lo derrubar logo o camarada, logo no primeiro round, sabe? E quando eu o vi levar um soco, puxa vida, eu ficava... Eu me doía. Doía em mim porque eu os tinha como heróis, heróis como o Capitão Marvel, o Super-Homem, o Capitão América, sabe esse pessoal do gibi, o Tocha Humana... Por que eu me via o garoto, que nem o Batman tinha o Robin, o Robin era, eu me via eu como Robin, certo, e assim."— Éder Jofre Em entrevista ao Museu da Pessoa

## Cartel
- 81 lutas
- 75 vitórias
- 50 nocautes
- 4 empates
- 2 derrotas (os 2 contestados combates contra Harada)

### Lutas
| 75 Vitórias (52 knockouts, 23 por decisão), 2 Derrotas (2 por decisão), 4 Empates |        |                       |      |               |            |                                                   |                                                                                          |
| Res.                                                                              | Cartel | Oponente              | Tipo | Round         | Data       | Local                                             | Notas                                                                                    |
| Vitória                                                                           | 75–2–4 | Octavio Gomez         | UD   | 12            | 1976-10-08 | Ginásio do Ibirapuera, São Paulo, São Paulo       |                                                                                          |
| Vitória                                                                           | 71–2–4 | Juan Antonio López    | UD   | 10            | 1976-08-13 | Ginásio do Ibirapuera, São Paulo, São Paulo       |                                                                                          |
| Vitória                                                                           | 70–2–4 | Jose Antonio Jimenez  | UD   | 10            | 1976-07-02 | Ginásio do Ibirapuera, São Paulo, São Paulo       |                                                                                          |
| Vitória                                                                           | 69–2–4 | Pasqualino Morbidelli | KO   | 4 (10), 1:07  | 1976-05-29 | Ginásio do Ibirapuera, São Paulo, São Paulo       |                                                                                          |
| Vitória                                                                           | 68–2–4 | Michel Lefevbre       | KO   | 3 (10), 1:15  | 1976-05-02 | Ginásio Presidente Medici, Brasília               |                                                                                          |
| Vitória                                                                           | 67–2–4 | Enzo Farinelli        | KO   | 4 (10)        | 1976-02-24 | Porto Alegre, Rio Grande do Sul                   |                                                                                          |
| Vitória                                                                           | 66–2–4 | Niliberto Herrera     | UD   | 10            | 1975-01-03 | Jundiaí, São Paulo                                |                                                                                          |
| Vitória                                                                           | 65–2–4 | Vicente Saldivar      | KO   | 4 (15)        | 1973-10-21 | Ginásio Municipal, Salvador, Bahia                | Retained WBC featherweight title. Title stripped on June 18, 1974 due to inactivity.     |
| Vitória                                                                           | 64–2–4 | Frankie Crawford      | UD   | 10            | 1973-08-25 | Ginásio Municipal, Bauru, São Paulo               |                                                                                          |
| Vitória                                                                           | 63–2–4 | Godfrey Stevens       | KO   | 4 (10)        | 1973-07-21 | Ginásio do Ibirapuera, São Paulo, São Paulo       |                                                                                          |
| Vitória                                                                           | 62–2–4 | José Legra            | MD   | 15            | 1973-05-05 | Ginásio Presidente Medici, Brasília               | Won WBC featherweight title.                                                             |
| Vitória                                                                           | 61–2–4 | Djiemai Belhadri      | KO   | 3 (10)        | 1972-09-29 | Ginásio do Ibirapuera, São Paulo, São Paulo       |                                                                                          |
| Vitória                                                                           | 60–2–4 | Shig Fukuyama         | TKO  | 9 (10)        | 1972-08-18 | Ginásio do Ibirapuera, São Paulo, São Paulo       |                                                                                          |
| Vitória                                                                           | 59–2–4 | Jose Bisbal           | KO   | 2 (10)        | 1972-06-30 | Ginásio do Ibirapuera, São Paulo, São Paulo       |                                                                                          |
| Vitória                                                                           | 58–2–4 | Felix Figueroa        | PTS  | 10            | 1972-04-28 | Ginásio do Ibirapuera, São Paulo, São Paulo       |                                                                                          |
| Vitória                                                                           | 57–2–4 | Guillermo Morales     | KO   | 6 (10), 2:35  | 1972-03-24 | Ginásio do Ibirapuera, São Paulo, São Paulo       |                                                                                          |
| Vitória                                                                           | 56–2–4 | Robert Porcel         | KO   | 2 (10), 2:37  | 1971-10-29 | Ginásio do Ibirapuera, São Paulo, São Paulo       |                                                                                          |
| Vitória                                                                           | 55–2–4 | Tony Jumao-As         | PTS  | 10            | 1971-09-10 | Ginásio do Ibirapuera, São Paulo, São Paulo       |                                                                                          |
| Vitória                                                                           | 54–2–4 | Domenico Chiloiro     | PTS  | 10            | 1971-07-09 | Ginásio do Ibirapuera, São Paulo, São Paulo       |                                                                                          |
| Vitória                                                                           | 53–2–4 | Jerry Stokes          | KO   | 2 (10)        | 1971-03-26 | Ginásio do Ibirapuera, São Paulo, São Paulo       |                                                                                          |
| Vitória                                                                           | 52–2–4 | Giovanni Girgenti     | PTS  | 10            | 1970-11-06 | Ginásio do Ibirapuera, São Paulo, São Paulo       |                                                                                          |
| Vitória                                                                           | 51–2–4 | Roberto Wong          | KO   | 3 (10)        | 1970-09-25 | Ginásio do Ibirapuera, São Paulo, São Paulo       |                                                                                          |
| Vitória                                                                           | 50–2–4 | Manny Elias           | UD   | 10            | 1970-05-29 | Ginásio do Ibirapuera, São Paulo, São Paulo       |                                                                                          |
| Vitória                                                                           | 49–2–4 | Nevio Carbi           | PTS  | 10            | 1970-01-30 | Ginásio do Ibirapuera, São Paulo, São Paulo       |                                                                                          |
| Vitória                                                                           | 48–2–4 | Rudy Corona           | KO   | 6 (10)        | 1969-08-27 | Ginásio do Ibirapuera, São Paulo, São Paulo       |                                                                                          |
| Derrota                                                                           | 47–2–4 | Fighting Harada       | UD   | 15            | 1966-05-31 | Nippon Budokan, Tokyo                             | For WBC & WBA bantamweight titles.                                                       |
| Empate                                                                            | 47–1–4 | Manny Elias           | PTS  | 10            | 1965-11-05 | Ginásio do Ibirapuera, São Paulo, São Paulo       |                                                                                          |
| Derrota                                                                           | 47–1–3 | Fighting Harada       | SD   | 15            | 1965-05-18 | Aichi Prefectural Gymnasium, Nagoya, Aichi        | Lost WBC & WBA bantamweight titles.                                                      |
| Vitória                                                                           | 47–0–3 | Bernardo Caraballo    | KO   | 7 (15), 2:50  | 1964-11-27 | Plaza de Toros de Santamaría, Bogotá              | Retained WBC & WBA bantamweight titles.                                                  |
| Vitória                                                                           | 46–0–3 | Johnny Jamito         | TKO  | 12 (15)       | 1963-05-18 | Araneta Coliseum, Quezon City, Metro Manila       | Retained WBC & WBA bantamweight titles.                                                  |
| Vitória                                                                           | 45–0–3 | Katsutoshi Aoki       | KO   | 3 (15), 2:12  | 1962-09-11 | Kokugikan, Tokyo                                  | Won first-ever WBC bantamweight title. Retained WBA bantamweight title.                  |
| Vitória                                                                           | 44–0–3 | José Medel            | KO   | 6 (15)        | 1962-09-11 | Ginásio do Ibirapuera, São Paulo, São Paulo       | Retained WBA bantamweight title.                                                         |
| Vitória                                                                           | 43–0–3 | Herman Marques        | TKO  | 10 (15), 2:15 | 1962-05-04 | Cow Palace, Daly City, Califórnia                 | Retained world bantamweight title.                                                       |
| Vitória                                                                           | 42–0–3 | Johnny Caldwell       | TKO  | 10 (15), 2:45 | 1962-01-18 | Ginásio do Ibirapuera, São Paulo, São Paulo       | Won world bantamweight title.                                                            |
| Vitória                                                                           | 41–0–3 | Fernando Gonçalves    | KO   | 8 (10), 1:45  | 1961-12-06 | Ginásio do Ibirapuera, São Paulo, São Paulo       |                                                                                          |
| Vitória                                                                           | 40–0–3 | Ramon Arias           | TKO  | 7 (15)        | 1961-08-19 | Estadio Universitario, Caracas                    | Retained NBA bantamweight title.                                                         |
| Vitória                                                                           | 39–0–3 | Sadao Yaoita          | KO   | 10 (10), 2:12 | 1961-07-26 | Ginásio do Ibirapuera, São Paulo, São Paulo       |                                                                                          |
| Vitória                                                                           | 38–0–3 | Sugar Ray             | KO   | 2 (10)        | 1961-04-18 | Ginásio do Estádio Pacaembu, São Paulo, São Paulo |                                                                                          |
| Vitória                                                                           | 37–0–3 | Piero Rollo           | RTD  | 9 (15)        | 1961-03-2  | Botafogo Stadium, Rio de Janeiro, Rio de Janeiro  | Retained NBA bantamweight title. Rollo was unable to answer the bell for the 10th round. |
| Vitória                                                                           | 36–0–3 | Billy Peacock         | KO   | 2 (10)        | 1960-12-16 | Ginásio do Ibirapuera, São Paulo, São Paulo       |                                                                                          |
| Vitória                                                                           | 35–0–3 | Eloy Sanchez          | KO   | 6 (15), 1:30  | 1960-11-18 | Grand Olympic Auditorium, Los Angeles, Califórnia | Won vacant NBA bantamweight title. Relinquished the South American title.                |
| Vitória                                                                           | 34–0–3 | Ricardo Moreno        | TKO  | 6 (10)        | 1960-09-30 | Ginásio do Ibirapuera, São Paulo, São Paulo       |                                                                                          |
| Vitória                                                                           | 33–0–3 | José Medel            | KO   | 10 (12)       | 1960-08-18 | Grand Olympic Auditorium, Los Angeles, Califórnia |                                                                                          |
| Vitória                                                                           | 32–0–3 | Claudio Barrientos    | TKO  | 8 (10)        | 1960-07-15 | Ginásio do Ibirapuera, São Paulo, São Paulo       |                                                                                          |
| Vitória                                                                           | 31–0–3 | Ernesto Miranda       | KO   | 3 (15), 2:20  | 1960-06-10 | Ginásio do Ibirapuera, São Paulo, São Paulo       | Retained South American bantamweight title.                                              |
| Vitória                                                                           | 30–0–3 | Ernesto Miranda       | PTS  | 15            | 1960-02-19 | Ginásio do Ibirapuera, São Paulo, São Paulo       | Won South American bantamweight title.                                                   |
| Vitória                                                                           | 29–0–3 | Danny Kid             | UD   | 10            | 1959-12-12 | Ginásio do Ibirapuera, São Paulo, São Paulo       |                                                                                          |
| Vitória                                                                           | 28–0–3 | Giovanni Zuddas       | PTS  | 10            | 1959-10-30 | Ginásio do Ibirapuera, São Paulo, São Paulo       |                                                                                          |
| Vitória                                                                           | 27–0–3 | Angel Bustos          | KO   | 3 (10)        | 1959-10-09 | Ginásio do Ibirapuera, São Paulo, São Paulo       |                                                                                          |
| Vitória                                                                           | 26–0–3 | Ruben Cáceres         | KO   | 7 (10)        | 1959-07-31 | Ginásio do Ibirapuera, São Paulo, São Paulo       |                                                                                          |
| Vitória                                                                           | 25–0–3 | Salustiano Suarez     | TKO  | 1 (10)        | 1959-06-28 | Estúdios TV Rio, Rio de Janeiro, Rio de Janeiro   |                                                                                          |
| Vitória                                                                           | 24–0–3 | Angel Bustos          | TKO  | 4 (10)        | 1959-06-19 | Ginásio do Ibirapuera, São Paulo, São Paulo       |                                                                                          |
| Vitória                                                                           | 23–0–3 | Leo Espinosa          | PTS  | 10            | 1959-06-04 | Ginásio do Ibirapuera, São Paulo, São Paulo       |                                                                                          |
| Vitória                                                                           | 22–0–3 | Salustiano Suarez     | KO   | 4 (10)        | 1959-04-20 | Ginásio do Ibirapuera, São Paulo, São Paulo       |                                                                                          |
| Vitória                                                                           | 21–0–3 | Aniceto Pereyra       | PTS  | 10            | 1959-03-23 | Ginásio do Ibirapuera, São Paulo, São Paulo       |                                                                                          |
| Vitória                                                                           | 20–0–3 | Roberto Castro        | KO   | 2 (10)        | 1958-12-12 | Ginásio do Ibirapuera, São Paulo, São Paulo       |                                                                                          |
| Vitória                                                                           | 19–0–3 | Jose Smecca           | TKO  | 7 (10)        | 1958-11-14 | Ginásio do Ibirapuera, São Paulo, São Paulo       |                                                                                          |
| Vitória                                                                           | 18–0–3 | Jose Casas            | KO   | 3 (10)        | 1958-10-10 | Ginásio do Ibirapuera, São Paulo, São Paulo       |                                                                                          |
| Vitória                                                                           | 17–0–3 | Jose Casas            | PTS  | 10            | 1958-09-12 | Ginásio do Ibirapuera, São Paulo, São Paulo       |                                                                                          |
| Vitória                                                                           | 16–0–3 | Roberto Olmedo        | TKO  | 5 (10)        | 1958-07-18 | Ginásio do Ibirapuera, São Paulo, São Paulo       |                                                                                          |
| Vitória                                                                           | 15–0–3 | Juan Carlos Acebal    | KO   | 2 (10)        | 1958-07-18 | Ginásio do Ibirapuera, São Paulo, São Paulo       |                                                                                          |
| Vitória                                                                           | 14–0–3 | German Escudero       | KO   | 2 (10)        | 1958-06-29 | Estúdios TV Rio, Rio de Janeiro, Rio de Janeiro   |                                                                                          |
| Vitória                                                                           | 13–0–3 | German Escudero       | KO   | 2 (10)        | 1958-06-20 | Ginásio do Ibirapuera, São Paulo, São Paulo       |                                                                                          |
| Empate                                                                            | 12–0–3 | Ruben Cáceres         | PTS  | 10            | 1958-05-14 | Palacio Peñarol, Montevideo                       |                                                                                          |
| Vitória                                                                           | 12–0–2 | Cristobal Gabisans    | TKO  | 6 (10)        | 1958-03-07 | Ginásio do Ibirapuera, São Paulo, São Paulo       |                                                                                          |
| Vitória                                                                           | 11–0–2 | Avelino Romero        | TKO  | 2 (10)        | 1958-01-29 | Ginásio do Ibirapuera, São Paulo, São Paulo       |                                                                                          |
| Vitória                                                                           | 10–0–2 | Cristobal Gabisans    | PTS  | 8             | 1957-12-22 | Estúdios TV Rio, Rio de Janeiro, Rio de Janeiro   |                                                                                          |
| Vitória                                                                           | 9–0–2  | Adolfo Ramon Pendas   | PTS  | 10            | 1957-12-13 | Ginásio do Ibirapuera, São Paulo, São Paulo       |                                                                                          |
| Vitória                                                                           | 8–0–2  | Luis Angel Jimenez    | KO   | 8 (10)        | 1957-10-30 | Ginásio do Ibirapuera, São Paulo, São Paulo       |                                                                                          |
| Empate                                                                            | 7–0–2  | Ernesto Miranda       | PTS  | 10            | 1957-09-06 | Ginásio do Estádio Pacaembú, São Paulo, São Paulo |                                                                                          |
| Empate                                                                            | 7–0–1  | Ernesto Miranda       | PTS  | 10            | 1957-08-16 | Ginásio do Ibirapuera, São Paulo, São Paulo       |                                                                                          |
| Vitória                                                                           | 7–0    | Raul Jaime            | PTS  | 10            | 1957-07-19 | Ginásio do Ibirapuera, São Paulo, São Paulo       |                                                                                          |
| Vitória                                                                           | 6–0    | Raul Jaime            | PTS  | 10            | 1957-07-05 | São Paulo, São Paulo                              |                                                                                          |
| Vitória                                                                           | 5–0    | Juan Gonzalez         | KO   | 5 (10)        | 1957-06-14 | Ginásio do Ibirapuera, São Paulo, São Paulo       |                                                                                          |
| Vitória                                                                           | 4–0    | Osvaldo Perez         | KO   | 2 (10)        | 1957-06-07 | Ginásio do Ibirapuera, São Paulo, São Paulo       |                                                                                          |
| Vitória                                                                           | 3–0    | Osvaldo Perez         | TKO  | 10 (10)       | 1957-05-24 | Ginásio do Ibirapuera, São Paulo, São Paulo       |                                                                                          |
| Vitória                                                                           | 2–0    | Raul Lopez            | KO   | 3 (10)        | 1957-04-26 | Ginásio do Ibirapuera, São Paulo, São Paulo       |                                                                                          |
| Vitória                                                                           | 1–0    | Raul Lopez            | KO   | 4 (6)         | 1957-03-29 | Estádio Pacaembú, São Paulo, São Paulo            |                                                                                          |

## Conquistas
- Campeão da Forja de Campeões (amador) - 1953
- Campeão SESI ( amador) - 1954
- Campeão Taça Ramón Perdomo Platero - Brasil x Uruguai
- Campeão Brasileiro dos galos - 1958
- Campeão Sul-americano dos galos - 1960
- Campeão Mundial Pesos-Galo -CMB( primeiro campeão mundial dos galos dessa entidade)
- Campeão Mundial da AMB (Associação Mundial de Boxe) dos galos - 1960
- Campeão Unificado (títulos pela NBA  americana e Européia) dos galos - 1962
- Campeão Mundial dos penas pelo CMB (Conselho Mundial de Boxe) - 1973

## Prêmios e homenagens
- Melhor "peso galo" do mundo - 1963
- Grand Award of Sports 1964 (melhor pugilista do ano) - New York Theatre
- Melhor "peso galo" de todos os tempos Conselho Mundial de Boxe (CMB)
- Melhor peso galo da história - Associação Interamericana de Imprensa (1985)
- Pugilistas que defenderem com sucesso consecutivamente a partir de 5 vezes o título mundial dos pesos-galo pela Associação Mundial de Boxe (A.M.B) recebem o cinturão de super campeão denominado " Eder Jofre".
- Indicado para o "Hall da Fama" do boxe, localizado na cidade de Canastota, N.Y, Estados Unidos - 1992.[4] Até hoje é o único pugilista brasileiro no Hall da Fama.
- Nono melhor pugilista dos últimos cinquenta anos - Revista norte-americana "The Ring" - 2002 (Lista que também inclui, por exemplo, Sugar Ray Robinson, Muhammad Ali, Julio Cesar Chavez, Sugar Ray Leonard, Roberto Duran, Carlos Monzón)
- Citado no mangá japonês Hajime no Ippo pelo seu upper na luta contra Masahiko Harada em Nagoya, Japão, em 1965, onde seu upper acertou o ar e fez um incrível som. Genji Kamogawa compara o upper do protagonista, Ippo Makunouchi, ao de Jofre quando o vê pela primeira vez (edição nº 5).
- Citado na edição de 90º aniversário da revista "The Ring", conceituada no âmbito do boxe, como melhor pugilista da década de 60, à frente de Muhammad Ali, que ficou na 2ª colocação. A eleição para essa lista foi realizada por especialistas de boxe do mundo inteiro.
- 2021 - Ingressará no West Coast Boxing Hall of Fame (Califórnia, EUA)